# CorePNG
CorePNG는 무손실 RGB 영상 코덱이다. PNG 이미지 압축을 사용한다. CorePNG는 각각의 비디오 필름 프레임 하나하나를 PNG 압축기법을 이용하여 압축한다. PNG의 거의 모든 기능을 물려받기는 하나, 약간의 제약사항은 있긴 하다.
현재 Q 공중 허가서 1.0을 따르고 있다.

## 기능 및 특징
CorePNG는 24 혹은 32 비트 컬러 뎁스의 RGB 색 공간의 비디오를 압축한다. 32비트 컬러를 쓰면 선택적인 기능인 알파 채널이 지원된다. RGB 말고도 널리 쓰이는 색 공간인 YUY2라든지 YV12가 지원된다.
CorePNG에는 P 프레임 생성 기능이 들어가 있다. CorePNG에서 쓰는 용어로는 P 프레임을 "델타 프레임"(delta frame)이라고 한다. 앞 프레임과 뒷 프레임간의 차이를 가지고 비디오 스트림을 압축하는 방법이다. 하지만 지금 이 기능은 안정적이지 못한 것으로 알려져 있다.